# Sadanga
Sadanga ist eine philippinische Stadtgemeinde in der Provinz Mountain Province. Sie hat 8799 Einwohner (Zensus 1. August 2015).

## Baranggays
Sadanga ist administrativ in acht Baranggays unterteilt.
| - Anabel - Belwang - Betwagan | - Bekigan - Poblacion - Sacasacan | - Saclit - Demang |